# The Other Side of Heaven
The Other Side of Heaven ist ein US-amerikanisches Filmdrama aus dem Jahr 2001. Regie führte Mitch Davis, der auch das Drehbuch anhand des autobiografischen Buchs In the Eye of the Storm von John H. Groberg schrieb.

## Handlung
Die Handlung spielt in den 1950er Jahren. Der in Idaho Falls aufgewachsene John Groberg soll drei Jahre lang in Tonga für die Kirche Jesu Christi der Heiligen der Letzten Tage missionieren. Vor der Abfahrt erlebt er einige Abenteuer und wird für kurze Zeit verhaftet.
In Tonga wird Groberg auf einer Gruppe abseits gelegenen Inseln eingesetzt und arbeitet mit dem Einheimischen Feki zusammen. Eine Frau will Groberg verführen, der jedoch der in den USA zurückgelassenen Freundin Jean Sabin treu bleibt. Ein Sturm richtet großen Schaden an, zahlreiche Menschen werden getötet. Es herrscht Durst und Hunger; ein Geistlicher einer anderen Kirche gibt Groberg seine Vorräte und begründet es damit, dass er alt sei, während der Missionär noch jung sei. Der Geistliche wird nach der Ankunft des Versorgungsschiffes tot aufgefunden und mit Ehren bestattet.
Am Ende heiratet Groberg nach der Rückkehr in die USA seine Freundin.

## Kritiken
Kirk Honeycutt schrieb in der Zeitschrift The Hollywood Reporter vom 12. April 2002, Christopher Gorham gebe eine „handfeste“ Darstellung, aber der von ihm gespielte Charakter weise nicht viel Tiefe auf. Der Film „zelebriere die Bevormundung durch die Weißen“ („a movie that so staunchly celebrates white paternalism“).

## Auszeichnungen
Der Film erhielt im Jahr 2003 den Character and Morality in Entertainment Award.

## Hintergründe
Der Film wurde in Neuseeland und auf Rarotonga gedreht. Die Produktionskosten betrugen schätzungsweise 7 Millionen US-Dollar. Der Film startete am 14. Dezember 2001 in den ausgewählten Kinos der USA und spielte dort ca. 4,7 Millionen US-Dollar ein. Er wurde am 16. Mai 2003 auf den Internationalen Filmfestspielen von Cannes vorgeführt.